# Proteo

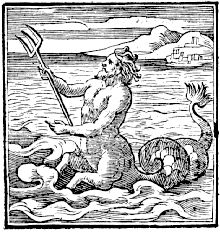
Proteo, xilografía de Andrea Alciato (1531).

En la mitología griega, Proteo (Πρωτεύς / Prōteús, del egipcio Prouti) es un dios marino, cuyo nombre significa el «primero», el «primordial» o «primogénito». A veces se lo representa viajando por el mar en un carro tirado por un hipocampo. Era capaz de predecir el futuro, aunque, en un mitema familiar a diversas culturas, cambiaba de forma para evitar tener que revelarlo a los mortales. De aquí proceden el sustantivo «proteo» y el adjetivo «proteico», que aluden a quien cambia frecuentemente de opiniones y afectos.  

## Ascendencia y descendencia
Se suele tener a Poseidón como el padre de Proteo, pero no se suele especificar de qué consorte. Pero en un escolio a una tragedia de Eurípides se nos dice que sus padres fueron Poseidón y Fénice, una hija de Fénix, rey de Fenicia. Una tradición posterior lo imagina como hijo de Océano.
Los hijos de Proteo con Torone (o Crisónoe) de Flegra fueron Polígono (o Tmolo) y Telégono. Ambos desafiaron a Heracles a instancias de Hera y fueron asesinados por el héroe.Otro hijo de Proteo, Eyoneo, se convirtió en el padre de Dimante, rey de Frigia y padre de Hécuba. Con la nereida Psámate Proteo engendró a Teoclímeno y Teónoe, también llamada Idotea o Eurínome. Cabiro, madre de los cabiros y de las tres ninfas cabírides con Hefesto, también es citada como hija de Proteo. Otra hija suya fue Retia, que dio nombre a Retio, ubicada en la Tróade. Tebe, madre por Zeus de los hermanos Egipto y Heracles, también es hija de Proteo. Finalmente una tal Tecrucia, madre por Zeus de un tal Ninfeo, también era hija de Proteo.

## Proteo como divinidad marina

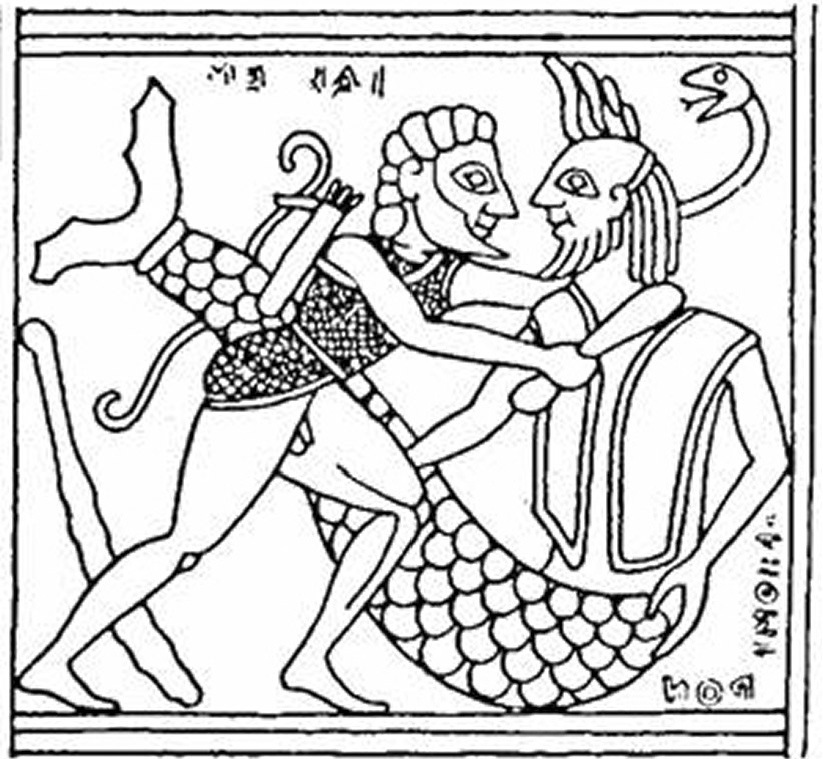
Lucha de Heracles y Proteo, copia de una imagen de una bandeja de bronce argiva.

Proteo aparece en las más antiguas leyendas como súbdito de Poseidón, y se lo describe como capaz de ver a través de toda la profundidad del mar y como el pastor de las manadas de focas de Poseidón.
Según Homero, la arenosa isla de Faro, situada a un día de distancia del delta del Nilo era el hogar de Proteo, por lo que también era llamado Egipcio. Sin embargo, Virgilio menciona en lugar de Faro la isla de Cárpatos, entre Creta y Rodas, mientras que, según el mismo poeta, Proteo había nacido en Tesalia.
Su vida es descrita como sigue: a mediodía salía del agua y se dormía a la sombra de las rocas de la costa, rodeado de los monstruos de las profundidades. Quien desease forzarle a predecir el futuro estaba obligado a atraparle en ese momento, pues de hecho tenía el poder de adoptar cualquier forma posible para así evitar la obligación de profetizar, pero cuando veía que sus esfuerzos no le llevaban a nada retomaba su apariencia habitual y decía la verdad. Cuando había finalizado su profecía, regresaba al mar.
En la Odisea, Menelao cuenta a Telémaco que había sido apaciguado allí durante su viaje de vuelta de la Guerra de Troya. Aprendió de la hija de Proteo, Idotea (‘la misma imagen de la diosa’), que si podía capturar a su padre podría obligarle a revelar a cuál de los dioses había ofendido, y cómo podía apaciguarlo y volver a casa. Proteo salió del mar para dormir entre su colonia de focas, pero Menelao logró atraparlo, a pesar de que se transformó en león, serpiente, leopardo, cerdo, e incluso agua y árbol. Proteo le respondió entonces verazmente, informando además a Menelao de que su hermano Agamenón había sido asesinado en su viaje de regreso, que Áyax el Menor había naufragado y muerto, y que Odiseo estaba varado en la isla de Calipso, Ogigia.
Según la cuarta Geórgica de Virgilio, en cierto momento todas las abejas de Aristeo, hijo de Apolo, enfermaron y murieron. Aristeo acudió a su madre, Cirene, en busca de ayuda. Ella le dijo que Proteo podía decirle cómo evitar otro desastre igual, pero que solo lo haría si se le obligaba. Aristeo tenía que agarrarle y sujetarle, sin importar en qué se transformase. Así lo hizo, y Proteo terminó rindiéndose y le dijo que sacrificase doce animales a los dioses, dejase los cuerpos en el lugar del sacrificio y volviese tres días después. Cuando Aristeo volvió encontró en uno de los cadáveres putrefactos un enjambre de abejas, que llevó a su apiario. Las abejas nunca volvieron a enfermar.

## Proteo como rey de Egipto
Otro conjunto de tradiciones describe a Proteo como hijo de Poseidón y como un rey de Egipto que tenía dos hijos: Telégono y Polígono o Tmolo. Sin embargo, Diodoro observa que solo los griegos le llamaban Proteo y que los egipcios le llamaban Cetes. Su esposa se llamaba Psámate o Torone, y, además de los anteriores, Teoclímeno y Teónoe (esta última también llamada Ido) son igualmente mencionados como hijos suyos. Se dice que acogió hospitalariamente a Dioniso durante sus vagabundeos y que Hermes le llevó a Helena tras su rapto, o, según otros, que el propio Proteo la tomó de Paris, entregó a éste un fantasma y devolvió la auténtica Helena a Menelao tras su regreso de Troya. La historia también cuenta que Proteo era originalmente un egipcio que viajó a Tracia, donde se casó con Torone. Pero como sus hijos con ella empleaban mucha violencia con los extraños, Proteo rezó a su padre Poseidón y le pidió que lo llevase de vuelta a Egipto. Poseidón abrió así una sima en la tierra en Palene y lo guio de vuelta a Egipto por un pasaje bajo el mar.

## Otros personajes homónimos
Otro personaje llamado Proteo es mencionado por Apolodoro como uno de los cincuenta hijos del rey Egipto.

## Proteo en la literatura y en la psicología
El alquimista místico alemán Heinrich Khunrath (1560-1605) escribió sobre el dios marino que cambia de forma, quien debido a su relación con el mar es tanto un símbolo del inconsciente como la perfección del arte. Aludiendo a la scintilla, la chispa de ‘la luz de la naturaleza’ y símbolo del anima mundi, Khunrath afirmó en su vena gnóstica sobre el proteico elemento mercurio:

...nuestro católico mercurio, por virtud de su ardiente chispa universal de luz de la naturaleza, es más allá de toda duda Proteo, el dios del mar de las antiguas sagas paganas, que tiene la llave del mar y [...] poder sobre todas las cosas

El poeta John Milton también sabía de la relación de Proteo con el arte hermético de la alquimia. En su obra El paraíso perdido, escribió sobre los alquimistas que buscaban la piedra filosofal:

... tanto tiempo inútilmente, aunque con su arte poderoso hayan sujetado al volátil Hermes y extraído del mar bajo sus diferentes formas al antiguo Proteo, hasta reducirlo por medio del alambique a la primitiva.

En su discurso El jardín de Ciro (The Garden of Cyrus, 1658), el contemporáneo de Milton Sir Thomas Browne, persiguiendo la figura del quincunce, preguntaba:

¿Por qué Proteo, en Homero el Símbolo de la materia primordial, antes de sentarse en medio de sus monstruos marinos, los colocaba de cinco en cinco?

En 1807, William Wordsworth terminó su soneto sobre el tema de la modernidad, que comienza Estamos demasiado inmersos en el mundo, con una sensación de nostalgia por la riqueza perdida de un mundo numinoso con deidades:

... preferiría ser
Un pagano criado en una doctrina superada;
Para poder, de pie en este agradable pastizal,
Tener atisbos que me harían menos desolado;
Ver a Proteo emergiendo del mar.
U oír al viejo Tritón soplar su caracola.

En la época moderna, el psicólogo suizo Carl Jung definió la figura mítica de Proteo como una personificación del inconsciente, que gracias a su don de la profecía y el cambio de forma tiene mucho en común con la figura central, aunque elusiva, de la alquimia: el dios Mercurio.
Dentro de la literatura hispanoamericana, Proteo es quien da título al trabajo principal del escritor uruguayo José Enrique Rodó, Motivos de Proteo (1909), obra cumbre en la ensayística de habla hispana que gira alrededor de la idea de la esencial mutabilidad del ser, de la transformación permanente que el tiempo trae con sus aguas siempre inquietas:

En la mitología griega, Proteo era la deidad de las muchas metamorfosis, lo proteico, la vida que resurge y se amplía mediante la expresión de nuevas formas.

...El dientecillo oculto que roe en lo hondo de tu alma; la gota de agua que cae a compás en sus antros oscuros; el gusano de seda que teje allí hebras sutilísimas, no se dan tregua ni reposo; y sus operaciones acordes, a cada instante te matan, te rehacen, te destruyen, te crean.
José Enrique Rodó: Motivos de Proteo.

También el poeta argentino Jorge Luis Borges dedica un soneto a Proteo:

Antes que los remeros de Odiseo

fatigaran el mar rojo como el vino

las inasibles formas adivino

de aquel dios cuyo nombre fue Proteo.

Pastor de los rebaños de los mares

y poseedor del don de profecía,

prefería ocultar lo que sabía

y entretejer oráculos dispares.

Urgido por las gentes asumía

la forma de un león o de una hoguera

o de árbol que da sombra a la ribera

o de agua que en el agua se perdía.

De Proteo el egipcio no te asombres,

tú, que eres uno y eres muchos hombres.

El ensayista y crítico español Guillermo de Torre tituló uno de los más conocidos de sus libros de ensayos literarios como La metamorfosis de Proteo (1956; reed. 1967).
La Enciclopedia científica Proteo es una enciclopedia juvenil de ciencias y técnicas en 18 tomos editada en 1981 en México traducida del francés; narra en historieta de ciencia ficción las aventuras de un androide, Proteo fuerza 10, que puede cambiar su apariencia; y describe a su vez´los términos científicos y técnicos en ella empleados.